# Joan Moreta i Munujos
Joan Moreta i Munujos   (Barcelona, 21 d'agost de 1945 - 13 d'abril de 2015) fou un dirigent esportiu català. Vinculat a la Federació Catalana de Motociclisme (FCM) des de la seva recuperació durant la dècada de 1980, va exercir-hi diverses responsabilitats fins a arribar a ser-ne vicepresident. Posteriorment, va ser president de la Reial Federació Motociclista Espanyola (RFME) i vicepresident de la Federació Internacional de Motociclisme (FIM), càrrec que ostentava al moment de la seva mort. Fou també membre de la junta directiva del Reial Automòbil Club de Catalunya (RACC) i president de la Penya Motorista Barcelona (PMB).
Moreta ha estat considerat responsable directe dels actuals èxits internacionals del motociclisme de velocitat català. Com a impulsor que fou de diverses fórmules de promoció (Copa Conti i Open Racc entre d'altres), possibilità el sorgiment de nous valors que acabaren per dominar el mundial de motociclisme, entre ells Toni Elías, Jorge Lorenzo, els germans Espargaró (Pol i Aleix), Maverick Viñales i els germans Márquez (Marc i Àlex).

## Trajectòria
Joan Moreta desenvolupà més de 40 anys d'activitat vinculada al motociclisme. Durant la dècada de 1960 es va iniciar com a esportista tot participant en ral·lis i proves de trial, tant a escala nacional com internacional. Un cop retirat de la competició, s'integrà en la PMB i n'esdevingué president el 1985, arribant a dirigir l'organització -entre altres esdeveniments- de les darreres edicions de les 24 Hores de Montjuïc. Més tard, portà aquesta històrica cursa al circuit de Catalunya, on encara s'hi disputa anualment amb el nom de 24 hores Motociclistes de Catalunya. Formà part també de la junta directiva del RACC, on fou responsable dels programes de promoció de joves pilots.
Al maig de 2007 va ser elegit president de la RFME, càrrec que va abandonar el juny del 2012. Entre el 2009 i el 2014, a més, fou membre del Consell de Direcció de la Federació Internacional de Motociclisme, entitat de què n'esdevingué vicepresident el 2014.

### Artífex del motociclisme català
La seva implicació en el desenvolupament del motociclisme de base fou clau per a entendre l'actual auge del motociclisme català. Tant des del RACC com des de la FCM o la RFME, va ser un ferm impulsor de les copes de promoció i va donar suport a la carrera de moltes de les aleshores promeses del motociclisme, entre els quals bona part de les actuals estrelles del mundial de MotoGP. Juntament amb Àngel Viladoms, president de la FCM mentre ell n'era vicepresident (i qui ha pres el seu relleu al cap de la RFME), Moreta ha estat un dels artífexs de l'actual generació de campions catalans al mundial de motociclisme.
La idea de formar joves pilots de cara al futur la tingueren Moreta i Viladoms a començaments de la dècada de 1990, mentre ambdós dirigien la FCM. Tot va començar quan el president del RACC, Sebastià Salvadó, veient els èxits d'Àlex Crivillé, Emili Alzamora i Carles Checa comentà amb Moreta la necessitat que aquella generació de pilots tingués continuïtat. Joan Moreta decidi que la manera d'assegurar-ho era treballar des de la base.
Amb l'ajut del RACC i de Dorna (organitzadora del Campionat d'Espanya de velocitat, CEV), i involucrant-hi patrocinadors com ara Repsol, Telefónica o Cepsa, Moreta i Viladoms varen crear una estructura per als joves talents catalans. El primer pas fou crear campionats de base que facilitessin l'accés a aquest esport dels joves pilots: l'Open RACC-50 i la Copa Conti, bressol de les Copes de Promovelocitat. També crearen les beques RACC per a subvencionar joves promeses. Tot seguit, el RACC i la FCM tutelaren equips per a participar en el mundial: el 2001, debuta en competició l'equip Telefónica Movistar Junior, dirigit per Albert Puig i amb Toni Elías de primer pilot, als quals s'uniren més tard Dani Pedrosa i Joan Olivé, procedents de la Copa Movistar. Moreta donà suport també a Jorge Lorenzo (mallorquí format a Catalunya), qui ja començà a despuntar de ben jove, des de la Copa Aprilia. Aviat, altres antics pilots entraren a col·laborar en el projecte com a directors d'equip, entre ells Daniel Amatriaín, Emili Alzamora, Ricard Jové, Guim Roda, Dani Devahive i Xavier Arenas.
El 2003, els equips del RACC s'incorporaren a les competicions nacionals i estatals de velocitat (l'equip RACC-Impala ho feu al Campionat de Catalunya i al d'Espanya). Gràcies a l'experiència que hi adquirien, els joves pilots arribaven al mundial amb garanties de victòria. Posteriorment, ja des de la RFME, Joan Moreta exportà el model tot revitalitzant el CEV (de fet, fou el màxim responsable del desenvolupament del campionat des de la seva creació el 1998), fins a fer que aquest campionat sigui un dels principals aportadors de promeses al mundial, no només amb llicència espanyola sinó estrangera. Amb els anys, el CEV ha esdevingut un pas previ bàsic abans d'encarar el campionat del món, fins al punt que molts pilots d'arreu del món hi van a competir any rere any per tal d'agafar-hi experiència (l'últim exemple, l'occità Fabio Quartararo, ha estat responsabilitat d'Àngel Viladoms com a president de la RFME, un cop succeí Moreta en el càrrec).

### Homenatge pòstum
Joan Moreta es va morir la matinada del 13 d'abril de 2015, a 69 anys, després d'una llarga malaltia. El funeral s'oficià l'endemà, al tanatori de Les Corts de Barcelona. Dues setmanes més tard, el 29 d'abril, se li reté un homenatge pòstum a les oficines del RACC on assistiren diversos actors del motociclisme nacional, com és el cas d'Àngel Viladoms, Josep Abad (president de la FCM), Carmelo Ezpeleta (conseller delegat de Dorna) i nombrosos pilots, entre ells Marc Márquez, Jorge Lorenzo i Pol Espargaró.
Gràcies a la feina continuada de Moreta i el seu equip, el Campionat estatal de Moto3 ha assolit categoria d'internacional i actualment s'anomena FIM CEV Repsol Moto3 Mundial Junior. Com a reconeixement a la seva obra, Carmelo Ezpeleta revelà durant l'acte que, properament, el nom oficial de la competició es canviarà pel de «Mundial Junior 'Joan Moreta'».

## Currículum directiu
- 8è President de la PMB (14 de març de 1985 - 14 de març de 1996)
- 11è President de la RFME (maig de 2007 - juny de 2012)
- Membre de la Comissió de Velocitat de la FIM (1988 - 1991)[13]
- Membre de la Comissió Internacional per al Medi Ambient de la FIM (2003 - 2008)[13]
- Membre del Consell de Direcció de la FIM (2009 - 2014)
- Vicepresident de la FIM (2014 - 2015)
- Altres:[a]
  - Vicepresident de la FCM
  - Vicepresident de la RFME (fins al 2007)[13]
  - Membre de la junta directiva del RACC
  - Responsable de motociclisme dins la comissió esportiva del RACC[13]
  - President de la Comissió CEV Repsol de la FIM[13]

1. ↑  No se n'ha pogut documentar el període

### Pilots promocionats
Des de la generació de Toni Elías a la d'Àlex Márquez, han estat molts els pilots que han debutat en competició i han triomfat sota l'empara de Joan Moreta. A tall d'exemple, aquesta n'és una mostra representativa:
| - Toni Elías, campió del món de Moto2 el 2010 - Dani Pedrosa, 3 vegades campió del món entre el 2003 i el 2005 - Joan Olivé - Jorge Lorenzo, 4 vegades campió del món entre el 2006 i el 2012 - Julián Simón, campió del món de 125cc el 2009 - Aleix Espargaró, 3 vegades guanyador de les categories CRT i Open (2012 a 2014) - Pol Espargaró, campió del món de Moto2 el 2013 | - Maverick Viñales, campió del món de Moto3 el 2013 - Marc Márquez, 4 vegades campió del món entre el 2010 i el 2014 - Tito Rabat, campió del món de Moto2 el 2014 - Lluís Salom - Àlex Márquez, campió del món de Moto3 el 2014 - Àlex Rins - Jordi Torres |

## Citació
| « | Els pilots i els companys del món de la moto érem l'altra família del Joan. Per això va aconseguir fer del motociclisme català un referent mundial. Sense la seva feina en equip, això no hagués estat possible. | » |
| — Àngel Viladoms, ex-president de la Federació Catalana i president de la Federació Espanyola de Motociclisme. | |   |